# Fan Ben
Fan Ben (†349) was een Chinese leider van een taoïstische gemeenschap in Sichuan en kanselier van Cheng Han, een van de Zestien Koninkrijken. Nadat die staat in 347 door de (Oostelijke) Jin-dynastie was veroverd, werd hij door overgebleven opstandelingen tot keizer verklaard. Hij bleef dat tot 349, toen hij bij de beëindiging van de opstand door Jin-troepen werd terechtgesteld.

## Biografie
Fan Ben werd in een onbekend jaar geboren in het district Danxing (丹興県) van de commanderij Fuling (涪陵郡), in het huidige Qianjiang (Chongqing). Zijn vader, Fan Changsheng (范長生), was een gerespecteerde leider van een taoïstische gemeenschap op de heilige berg Qingcheng Shan bij Chengdu in Sichuan en speelde een belangrijke rol bij de vestiging van Cheng Han in 303/304. Hij werd de geestelijke raadsman van keizer Li Xiong (李雄, r.304-334), die hem tot kanselier (chengxiang, 丞相) benoemde. Toen hij in 318 overleed volgde Fan Ben zijn vader op, maar de bronnen geven verder geen details over zijn kanselierschap.
In 346 viel Jin-generaal Huan Wen (桓溫, 312-373) Cheng Han binnen en nam in 347 de hoofdstad Chengdu in. Keizer Li Shi (李勢, r.343-347) gaf zich aan hem over. Nadat Huan Wen zich weer had teruggetrokken begonnen Deng Ding (鄧定 en Wei Wen (隗文), twee generaals van Cheng Han een opstand. De in Fucheng (涪城, het huidige Mianyang) achtergebleven Jin-generaal Yang Qian (楊謙, †347) werd verdreven en Chengdu ingenomen. Zij kozen Fan Ben tot hun leider en proclameerden hem in 347 tot keizer. Hij had veel volgelingen, maar volgens juan 97 van de Doorlopende spiegel tot hulp bij het bestuur (資治通鑑, Zizhi tongjian) uit 1084 gebruikte hij daarbij "magie om de mensen in verwarring te brengen" (以妖異惑眾, yi yaoyi huo zhong). In de zomer van 349 volgde een tegenaanval onder leiding van Jin-generaal Zhu Dao (朱燾) en Zhou Fu (周撫, †365), gouverneur van de provincie Yi (益州). De opstand werd neergeslagen, Fan Ben werd gevangen genomen en vervolgens onthoofd.
Fan Ben wordt door historici niet vermeld als een keizer van Cheng Han, maar beschouwd als een opstandeling tegen Jin. De staat van Fan Bi wordt ook niet apart vermeld in de Lente- en herfstannalen van de Zestien Koninkrijken samengesteld door Cui Hong (478-525), maar behoort wel tot de periode van de Zestien Koninkrijken.

## Historiografische bron
- Boek van de Jin uit 648: juan 8.